# Sistemas de drenaje en cirugía

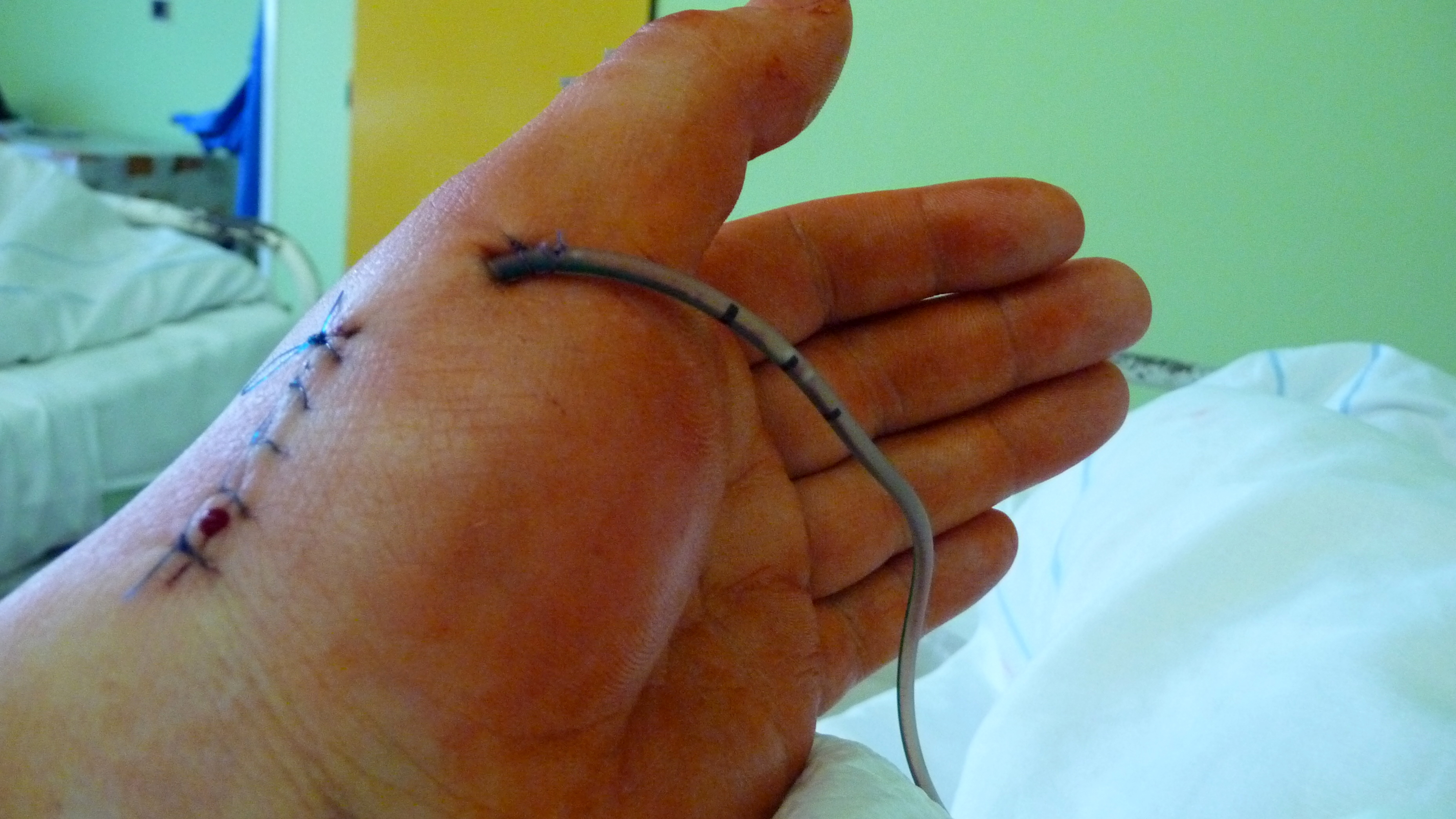
Drenaje en una mano tras una intervención quirúrgica

Los sistemas de drenaje empleados en cirugía son mecanismos o dispositivos de mayor o menor complejidad, artificiales, que se colocan en algún lugar del organismo, comunicándolo con el exterior para proteger los tejidos de una colección de líquidos favoreciendo su evacuación.

## Antecedentes
Este recurso se ha empleado en cirugía desde épocas tan remotas como la antigua Grecia, para el drenaje de colecciones purulentas de la cavidad pleural y de ascitis del peritoneo.
Los fundamentos biológicos del uso de drenajes se remontan a la comprensión del proceso inflamatorio inflamatorio agudo. Se trata de un mecanismo inespecífico de limpieza del aparato inmunológico del organismo que ocurre en respuesta a una lesión; una vez concluido procede la etapa de reparación de tejidos. Para que esta rehabilitación pueda ocurrir, y además se lleve a cabo de manera normal, es preciso que no quede en el tejido dañado ningún vestigio de «batalla tisular». Alguna colección de material hemático o tejido necrótico puede ocasionar infección, prolongando el proceso inflamatorio, que impedirá el inicio del proceso de reparación. Así, es fácil comprender que el fenómeno de cicatrización no puede llevarse a cabo en presencia de tejido muerto, colecciones hemáticas o purulentas, o espacios muertos.

## Objetivo de los drenajes
Los drenajes tienen diferentes usos. Pueden favorecer la eliminación o evacuación de material purulento, colecciones de linfa, material hemático, seroso o combinaciones de ambos. También permiten la fuga al exterior de excreciones o secreciones, creando así conductos fistulosos para evacuar orina, líquido gástrico, pancreático, intestinal, bilis, incluso aire colectado en el tejido celular subcutáneo (enfisema subcutáneo) o en la pleura (neumotórax), entre otros.
Contar con un mecanismo de drenaje permite prevenir o controlar infecciones, facilitando la evacuación de material al exterior, previniendo o impidiendo su colección interna, cuantificar el gasto del material expulsado, y conocer la naturaleza de este material, para identificar si se trata de orina, sangre, pus, etcétera.
También facilita inyectar algún colorante o medio de contraste para identificar el sitio de la fuga y, desde luego, tener un mecanismo de drenaje en las situaciones que se requiera; esto facilita el inmediato proceso de reparación tisular.
Para cumplir con su cometido, los sistemas de drenaje pueden ser muy simples y estar formados solo por un tubo de drenaje, o bien tener una complejidad mayor, conectando el tubo de drenaje con algún tipo de sistema colector, que puede ser una bolsa, recipiente, jeringa o cualquier otro mecanismo que ayude a cuantificar el gasto del drenaje y permita un control aséptico aislando el medio interno del externo.

## Tipos de drenaje

### Por su finalidad
Los drenajes se clasifican de acuerdo con su objetivo, y por tanto son de tipo profiláctico, terapéutico o diagnóstico.
- Profilácticos. Se emplean cuando no existe, pero se presume que pueden llegar a existir fugas y/o colecciones de algún tipo. La mayoría de los autores está en contra de este tipo de drenajes, en virtud de que ningún drenaje puede sustituir al adecuado y cuidadoso manejo de los tejidos, evaluación del tejido necrótico, evitar los espacios muertos y efectivo control del sangrado.[3][4]
- Terapéuticos. Se utilizan una vez que ya se presentan colecciones o fugas que se pretenden controlar.
- Diagnósticos. Consideradas de esta forma cuando se emplean para conocer qué tipo de material está drenando, en qué cantidades y de dónde proviene

### Por su mecanismo de acción
A partir de su mecanismo de acción se conocen dos tipos de drenajes: pasivos, y activos.
- Pasivos. Actúan conforme a las fuerzas naturales para conseguir la evacuación del material, por ejemplo, los que se valen de la capilaridad como el Penrose y tiras de gasa, o bien que actúan a través de la gravedad, como sondas de Nélaton o sondas biliares de Catell.[5]
- Activos. Cuentan con algún tipo de mecanismo propio para succionar, como el vacío, o la presión negativa de un fuelle o jeringa para facilitar el drenaje. Son mucho más efectivos que los pasivos. Destacan el drenovac, sonda pleural, sonda mediastínica, drenaje tipo Jackon Pratt y el tipo Blake.

### Por su comunicación al medio externo
Con base en comunicación al medio externo, los drenajes pueden ser de tipo abierto o cerrado.
- Abiertos. Mecanismos simples en comunicación plena e íntima con el exterior sin algo que lo pueda aislar más que la oclusión de una gasa o apósito. Este tipo de drenajes requiere cuidados por personal calificado, pues permiten que del medio orgánico interno puedan extraerse excreciones o secreciones, pero no impiden que del medio externo puedan ingresas al organismo microorganismos, por mal manejo de tales sistemas.
- Cerrados. Se utilizan en circunstancias especiales para impedir a toda costa presencia de infecciones; se conforma una sola entre el sistema colector final (cilindro, fuelle, recipiente) y el tubo colector que proviene del interior del organismo. Así, no hay contacto entre medio externo e interno, minimizando el riesgo de una infección secundaria en situaciones donde no la hay de manera primaria. Esto es de suma utilidad cuando se emplean prótesis, en cirugía cosmética, o bien en intervenciones oncológicas, por citar algunos ejemplos.

### Por su naturaleza
Acorde con este criterio, los sistemas de drenaje pueden ser blandos, rígidos o duros, y semirrígidos, en función del material en que esté construido el tubo de drenaje.
- Blandos. Los más simples y preferidos por los cirujanos cuando deben instalarse cerca de estructuras vasculares o viscerales que pueden lesionarse con facilidad por la dureza de rígidas estructuras tubulares de plástico. Funcionan por capilaridad y están fabricados de látex, como el Penrose, o de material textil, como la punta de gasa; aunque esta última es de material blando, su consistencia dista de ser inocua, en virtud de que puede erosionar de modo sensible alguna estructura delicada, como la pared de una víscera hueca.
- Rígidos. El tubo de drenaje que se coloca al interior del organismo es de algún material rígido, duro, como el plástico. Si se agrega que el calibre del tubo seleccionado tenga ciertas dimensiones, se convierte en un material que puede causar daños que lamentar. Es por esto que de manera usual se colocan en el tejido celular subcutáneo, donde no hay estructuras sólidas o huecas que se puedan lesionar. Tal es el caso del drenovac.
- Semirrígidos. Existen circunstancias en las que se pretende un drenaje por gravedad para evacuar un material muy denso; en ese caso se requieren tubos de mediano o grueso calibre fabricados de caucho, látex o silicón, que les confiere una naturaleza semirrígida para instalación en tórax o abdomen sin peligro de lesionar órganos sólidos, como hígado o pulmón, o huecos como intestino o vejiga urinaria. Tal es el caso de las sondas de Nélaton cuando son usadas para drenar un absceso subfrénico o un hemotórax.